# Slaget ved Tybrind Vig
Slaget ved Tybrind Vig udspillede sig om natten den 30. januar 1658 og var et af de afgørende slag i Første Karl Gustav-krig. På grund af den hårde frost kunne svenskerkongen Karl 10. Gustav med sin hær marchere over Lillebælt fra Jylland og derved erobre øerne Fyn og Sjælland som ellers havde været uindtagelige på grund af den danske flådes forsvar af de danske farvande.

## Optakt
Den danske konge Frederik 3. erklærede krig mod Sverige 1. juni 1657. Det skete som et led i den langvarige konflikt mellem de to lande om hvem der skulle være stormagten i Nordeuropa. Svenskerne var på dette tidspunkt involveret i en krig i Polen og Frederik 3. anså dette tidspunkt for at være belejligt til at overrumple svenskerne. I stedet skete det modsatte, da Karl Gustav 10. med sin hær i ilmarch vandrede tværs igennem Pommern og Mecklenburg for siden i efteråret 1657 at angribe Jylland. Overraskelsen var stor og allerede 24. oktober kunne Karl Gustav erobre den sidste danske fæstning i Jylland, Frederiksodde (det senere Fredericia). Nu lå kun Lillebælt som en hindring for svenskerne i at indtage resten af Danmark. Frederik 3. satte sin lid til at flåden kunne afholde svenskerne fra en landsætning på øerne, og måske i længden indgå alliancer med andre nationer, såsom Polen og staterne i Nordtyskland for at generobre Jylland. Den svenske flåde var på dette tidspunkt ikke i stand til at stå sig mod den danske.

## Vinteren
I slutningen af december 1657 faldt temperaturen dramatisk og frosten satte ind. Det endte med at blive en af de koldeste vintre i mands minde og Lillebælt begyndte at fryse til. Carl Gustav, som igennem hele sin regeringstid havde vist sig dygtig til at handle når situationen krævede det, besluttede sig for at risikere en vandring over isen mod Fyn med sin hær. Kl. 2 om natten 30. januar 1658 beordrede han hæren til march. Trods den stærke frost var der stadig risiko for at isen kunne give sig, og det viste sig også som et farligt foretagende. Således fortælles det at den karet som kongen brugte ved marchen, faldt igennem isen kort efter at kongen havde forladt den for at gå til fods i stedet. Den del af den svenske hær som gjorde overgangen bestod af 6000 ryttere, som red i spredt flok for at mindske trykket på isen, sandsynligvis fra stranden ved det nuværende Hejlsminde. Desuden rykkede 2500 fodfolk, med artilleri og andet tros, ud syd for Kolding Fjord, nord for rytterafdelingen.
Danskerne havde trods den stærke frost ikke forventet at svenskerne ville vove forsøget, og forsvaret var derfor kun mådeligt opstillet ved Wedellsborg Hoved. Kun kort tid inden svenskernes ankomst var en hær på ca. 2000 ryttere og 2-3000 fodfolk blevet samlet. Desuden var artilleriet forkert indstillet så skuddende gik over den svenske hær. Den øverstbefalende i den danske hær var Ulrik Christian Gyldenløve, søn af Christian 4.. Men han var på dette tidspunkt syg, og han kunne derfor ikke deltage i slaget. I stedet var det oberst Jens von Löwenklau von Hadersleben som kommanderede tropperne. Det var hans beslutning at møde svenskerne på isen i Tybrind Vig i stedet for inde på land. Men en svensk fortrop var allerede gået i land ved Ålehoved Tange nord for tropperne, og de kunne derfor gå rundt om danskerne og angribe disse i ryggen. Kampen blev kun kort og størstedelen af den danske hær blev enten dræbt eller taget til fange. Svenskerne havde nu sat sig fast på Fyn.

## Følgerne
Den svenske sejr ved Tybrind Vig betød i realiteten begyndelsen på enden for danskerne i krigen. Den danske landhær kunne ikke på nogen måde måle sig med den svenske hær, som siden Gustav Adolf 2. havde været en af Europas bedst uddannede og organiserede. Det var kun med flåden at Danmark havde en fordel overfor svenskerne. Ved den stærke frost blev den sat ud af spillet og krigen blev udelukkende et landanliggende. Allerede 10. februar stod svenskerne i Vordingborg og danskerne blev nødt til at tilbyde fred. Dette tog svenskerne imod, men kun efter lange forhandlinger der endte med nogle, for danskerne, meget hårde betingelser. Ved Freden i Roskilde måtte Danmark afstå områderne Skåne, Halland, Blekinge, Bornholm, Bohuslän og Trondhjems len. Desuden skulle den svenske flåde have tilladelse til frit at passere Øresund. Bortset fra Bornholm og Throndhjems len, som efter Freden i København i 1660 kom tilbage til Danmark, blev alle disse afståelser permanente. Det er derfor at Slaget ved Tybrind Vig var begyndelsen til enden for Danmarks tid som stormagt i Nordeuropa. Det næste århundrede var det Sverige som var den regionale stormagt.

## Samuel Pufendorf
Den tyske jurist Samuel Pufendorf som tjente det svenske gesandtskab, skrev et stort anlagt værk De rebus a Carolo Gustavo Sveciæ rege gestis commentatiorum libri septem ("Den svenske konge Carl Gustavs bedrifter i syv bøger") som udkom 1696. Han fungerede på dette tidspunkt som svensk hofhistoriograf, og havde derfor mulighed for at tale med overlevende fra krigen foruden at han havde fuld adgang til de svenske arkiver. Værket er illustreret af generalkvartermesterløjtnant Erik Jönsson Dahlberg som selv var veteran fra krigene, og hele værket er den dag i dag en værdifuld og indholdsrig kilde til begivenhederne under disse krige. Illustrationen der forestiller marchen over isen blev således berømt i hele Europa, og kan med sine mange detaljer betegnes som et kunstværk i sig selv.